# Kentropyx calcarata
Kentropyx calcarata är en ödleart som beskrevs av den tyske biologen Johann Baptist von Spix 1825. Kentropyx calcarata ingår i släktet Kentropyx, och familjen tejuödlor. Inga underarter finns listade.

## Utbredning
Kentropyx calcarata förekommer i Sydamerika, i Brasilien, Bolivia, Venezuela, Franska Guyana och Surinam.